# Jean-Baptiste Estrade
Jean-Baptiste Estrade va ser un lordès, recaptador d'impostos indirectes de Lorda i testimoni dels esdeveniments de 1858. De fet, va estar sota el mandat del rector Peyramale per a observar el curs dels esdeveniments.
Va morir el 1909 després d'haver fet en repetides ocasions de testimoni de les aparicions de Lorda de la Verge Maria.

## Biografia
Va ser delgat observador pel rector de Lorda en 1858, fet que li va permetre convèncer ràpidament de la sinceritat de Bernadeta Sobirós. Es va quedar a Lorda fins a 1860.
Transferit a Bordeus, es va retirar a Vasats en 1868, on va morir l'1 de gener de 1909. Va viure la seva vida amb la seva germana Emmanuélite, soltera com ell (morta en 1891).

## El testimoni de les aparicions de la Verge Maria
En 1884, a petició del pare Sempé (Superior dels Capellans de Lorda), Jean-Baptiste Estrade va començar a escriure la seva història, ocupant així l'oci de la seva retirada (1885). Era en efecte un testimoni ocular en primer pla. Ja havia escrit les seves memòries en 1858, i després en 1878.
El seu treball ha sigut reeditat més de vint vegades, i està sent publicat per Editions de l'Oeuvre de la Grotte, sota el nom de «Les aparicions de Lorda; records íntims d'un testimoni...»
Ell va testificar en tota mena d'ocasions, per escrit o de forma oral, sobre les aparicions de Lorda.